# حشره‌خوار آبی چینی
 حشره‌خوار آبی چینی (نام علمی: Chimarrogale styani) نام یک گونه از سرده حشره‌خوارهای آبی آسیایی است.